# 2018 في اليمن
فيما يلي قوائم الأحداث التي وقعت خلال عام 2018 في اليمن.

## سياسة
- الرئيس: عبد ربه منصور هادي
- رئيس الوزراء:
  - أحمد عبيد بن دغر ( 4 أبريل 2016 – 15 أكتوبر 2018 )
  - معين عبد الملك سعيد (18 أكتوبر 2018 - )

### تعيين في المنصب
- 1 يناير – نبيل حسن الفقيه وزارة الخدمة المدنية والتأمينات،وزير الخدمة المدنية والتأمينات.
- 1 أبريل – معين عبد الملك سعيد وزير الأشغال العامة والطرق.
- 1 مايو – أحمد عوض بن مبارك مندوب اليمن لدى الأمم المتحدة.
- 23 مايو – خالد اليماني وزير الخارجية اليمني [الإنجليزية]‏.
- 18 أكتوبر – معين عبد الملك سعيد رئيس الوزراء.
- 7 نوفمبر – محمد علي المقدشي وزير الدفاع اليمني.
- 31 ديسمبر – نبيل عبده شمسان محافظ محافظة تعز.

### انتهاء فترة المنصب
- 20 مارس – عبد العزيز جباري وزير الخدمة المدنية والتأمينات.
- 23 مايو – خالد اليماني مندوب اليمن لدى الأمم المتحدة.
- 23 مايو – عبد الملك المخلافي وزير الخارجية اليمني [الإنجليزية]‏.
- 1 أكتوبر – معين عبد الملك سعيد وزير الأشغال العامة والطرق.
- 11 أكتوبر – أحمد عوض بن مبارك مندوب اليمن لدى الأمم المتحدة.
- 27 نوفمبر – عبد الله محسن الأكوع وزير الكهرباء والطاقة.
- 27 نوفمبر – محمد سعيد السعدي وزير التخطيط والتعاون الدولي.
- 19 ديسمبر – محمد حسن دماج عضو مجلس الشورى.

## أفلام
من الأفلام التي صدرت هذه السنة في اليمن:
- 1 يناير – اليمن:الحرب الصامتة.
- 20 أغسطس – 10 أيام قبل الزفة من إخراج عمر جمال.

## وفيات

### فبراير
- 17 فبراير – سالم الشاطري (مواليد 1930) عالم مسلم وداعية ومدرس يمني.

### أبريل
- 23 أبريل – صالح علي الصماد (مواليد 1979) سياسي وقيادي يمني حوثي.

### سبتمبر
- 21 سبتمبر – عبد الرحمن باعباد (مواليد 1973) داعية إسلامي يمني.

### أكتوبر
- 28 أكتوبر – حميد بن قاسم عقيل (مواليد 1924) عالم مسلم يمني.

### نوفمبر
- 16 نوفمبر – جمال محمد عمر (مواليد 1960) سياسي يمني.
- 20 نوفمبر – صالح علي باصرة (مواليد 1952) سياسي ومسئول يمني سابق.

### ديسمبر
- 19 ديسمبر – محمد حسن دماج (مواليد 1938) سياسي يمني.